# Asteroide di tipo R
Gli asteroidi di tipo R sono un raggruppamento nella classificazione spettrale degli asteroidi di Tholen creato appositamente per l'unico asteroide 349 Dembowska.